# Le Bar-sur-Loup
 Le Bar-sur-Loup  es una población y comuna francesa, en la región de Provenza-Alpes-Costa Azul, departamento de Alpes Marítimos, en el distrito de Grasse. Es el chef-lieu del cantón de su nombre.
La especificación sur-Loup se añadió en 1961.

## Demografía
| 1 206 | 1 143 | 1 149 | 1 315 | 1 626 | 1 680 | 1 603 | 1 629 | 1 557 | 1 629 | 1 579 | 1 452 | 1 414 | 1 360 | 1 370 | 1 800 | 1 253 | 1 294 | 1 335 | 1 406 | 1 185 | 1 306 | 1 403 | 1 421 | 1 222 | 1 308 | 1 501 | 1 647 | 1 691 | 2 043 | 2 465 | 2543 | 2 752 |
| Para los censos de 1962 a 1999 la población legal corresponde a la población sin duplicidades (Fuente: INSEE [Consultar]) |       |       |       |       |       |       |       |       |       |       |       |       |       |       |       |       |       |       |       |       |       |       |       |       |       |       |       |       |       |       |      |       |